# Lubor Knapp
Lubor Knapp (ur. 3 sierpnia 1976 we Frydku-Mistku), czeski piłkarz występujący na pozycji pomocnika.
Swoją karierę zaczął w klubie Vítkovice Ostrawa, kolejnymi klubami były Baník Ostrawa, ponownie FK VP Frýdek-Místek, FC NH Ostrawa, VTJ Znojmo, słowackie FK Ozeta Dukla Trenčín oraz Spartak Trnawa, ponownie Baník, Viktoria Pilzno i FC Vítkovice.
W sezonie 2006/07 występował w Odrze Wodzisław Śląski, w barwach której rozegrał pięć spotkań w Orange Ekstraklasie. Jesienią 2007 znów grał w Vítkovicach, a wiosną 2008 występował w FC Senec. W latach 2008–2010 ponownie grał w FK AS Trenčín.